# Léo Apotheker

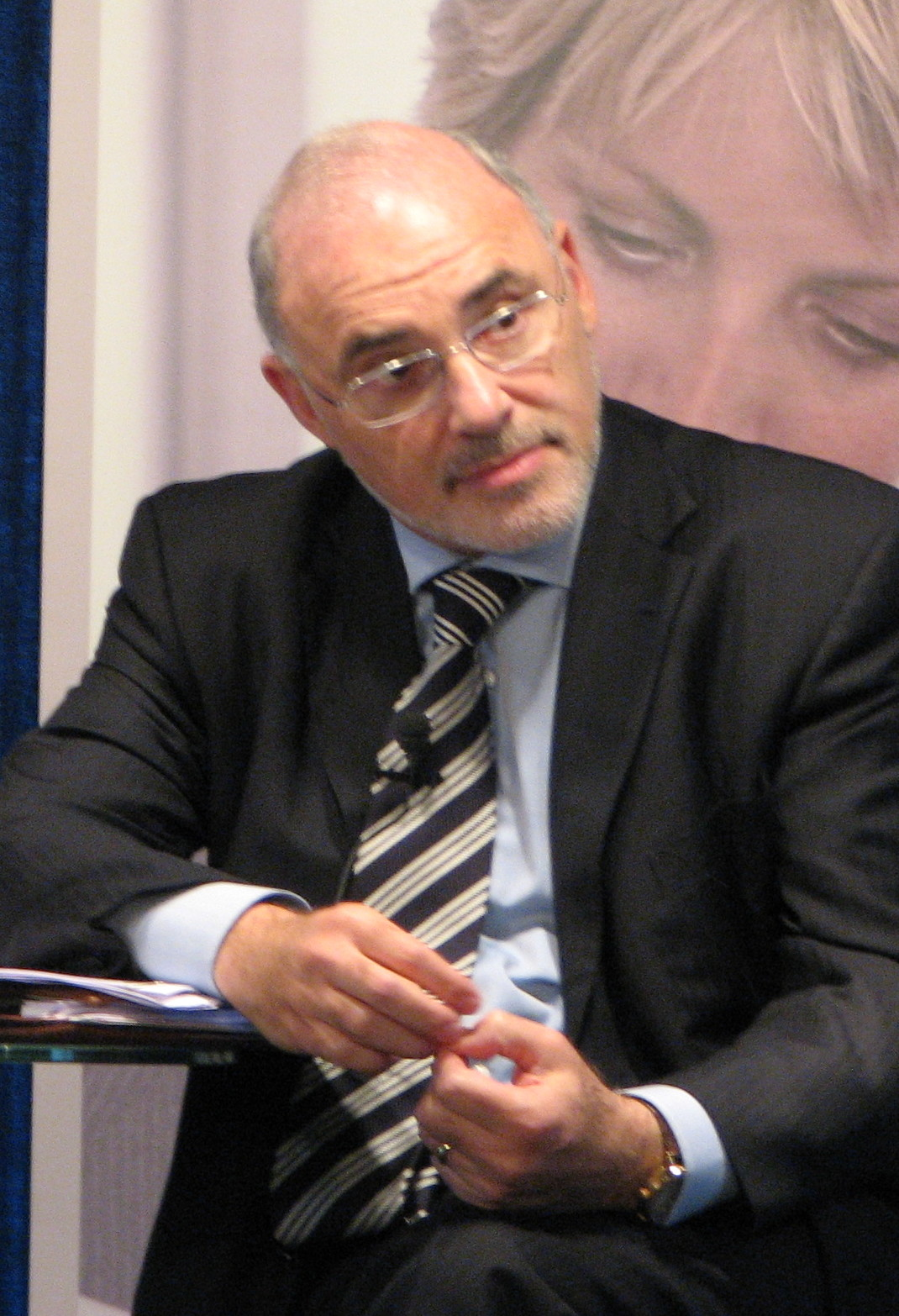
Léo Apotheker

Léo Apotheker (* 18. September 1953 in Aachen) ist ein deutscher Manager und war von 2010 bis 2011 CEO des amerikanischen Technologiekonzerns Hewlett-Packard. Davor war er bis zum 7. Februar 2010 Vorstandssprecher der SAP AG.

## Leben
Léo Apothekers Eltern stammen aus der Nähe der ukrainisch-polnischen Grenze. Sie überlebten als Juden den Holocaust, indem sie bis an die russisch-chinesische Grenze flohen. Nach Kriegsende siedelte die Familie nach Aachen über. Apotheker wuchs in Antwerpen auf, studierte dann ab 1972 Internationale Beziehungen und Volkswirtschaftslehre an der Hebräischen Universität Jerusalem.
Nach ersten Tätigkeiten beim Zahlungsverkehrssystem SWIFT und bei der Unternehmensberatung McCormack & Dodge war er ab 1988 erstmals bei SAP beschäftigt. Anschließend war er Gründer – und von 1992 bis 1994 COO – der auf Softwareunternehmen spezialisierten Risikokapitalgesellschaft ECsoft sowie von 1994 bis 1995 geschäftsführender Gesellschafter der Managementberatung ABP Partners.
1995 kehrte er zu SAP zurück. Dort baute er das Geschäft in Südwesteuropa auf, leitete von 1999 bis 2002 den Vertrieb in Europa und war ab 2002 als Mitglied im Vorstand zuständig für den globalen Vertrieb und das Marketing. Nach dem Ausscheiden von Shai Agassi im März 2007 wurde Apotheker zum stellvertretenden Vorstandssprecher, im April 2008 zum Co-Vorstandsvorsitzenden – neben Henning Kagermann – ernannt.
Seit dem Ausscheiden von Henning Kagermann Ende Mai 2009 war er alleiniger Vorstandssprecher.
Im Februar 2010 teilte der Aufsichtsrat von SAP mit, dass der Vertrag mit dem bisherigen Vorstandschef Léo Apotheker nicht verlängert wurde. Begründet wurde dies später von SAP-Aufsichtsratschef Hasso Plattner mit Vertrauensverlust bei Mitarbeitern und Kunden. Apotheker trat daraufhin mit sofortiger Wirkung zurück.
Am 1. November 2010 wurde Apotheker CEO des US-amerikanischen Technologiekonzerns Hewlett-Packard; von dieser Position wurde er aber bereits am 22. September 2011 wieder abgelöst und durch Meg Whitman ersetzt. Grund dafür war der gescheiterte Versuch, den Tablet-PC TouchPad mit dem mobilen Betriebssystem webOS am Markt zu etablieren sowie seine Aufspaltungspläne, die zu einem Kursverlust der HP-Aktie von 45 % führten. Apotheker erhielt über 7 Millionen US-Dollar an Abfindung. 2015 wurde die Aufspaltung von HP durch Apothekers Nachfolgerin Whitman doch noch umgesetzt.
Apotheker spricht Deutsch, Niederländisch, Französisch, Englisch und Hebräisch fließend. Er lebt mit Erstwohnsitz in Paris, ist verheiratet und hat zwei Kinder.

## Aufsichtsratsmandate
Er hat derzeit (November 2021) Aufsichtsratsmandate (Board of Directors) bei Schneider Electric und Taulia. Seit dem 18. Mai 2016 ist er zudem Non-Executive Chairman bei der Signavio GmbH, einem deutschen Software-Hersteller mit Hauptsitz in Berlin und seit Juni 2021 im Besitz von SAP.
Von 2012 bis zur Übernahme durch Sopra Steria im Jahr 2014 war er im Board of Directors von Steria Mummert Consulting. Bis zur Übernahme durch Infor im Jahr 2015 war er im Board of Directors von GT Nexus. Bis zur Übernahme von KMD A/S im Jahr 2019 durch NEC Corporation war er im Board of Directors von KMD A/S. Apotheker war Mitglied im Aufsichtsrat des französischen Versicherungskonzerns AXA.

## Positionen
Im Dezember 2009 attestierte Apotheker der deutschen IT-Branche ein hohes Potential zur Schaffung neuer Arbeitsplätze und warnte vor einem Fachkräftemangel bei Ingenieuren.

## Auszeichnungen
- 2007: Ritter der Ehrenlegion als „Vater der ERP-Software“ am 5. Dezember 2007